# Dziebor
Dziebor – staropolskie imię męskie, złożone z członów. Dzie- ("położyć, postawić"; "zrobić, uczynić"; także "rzec, powiedzieć") i -bor ("walka", "walczyć"). Mogło oznaczać "ten, który walczy".
Dziebor imieniny obchodzi 17 września.